# J리그 디비전 1 2011
J1리그 2011은 J리그 디비전 1의 19번째 시즌이다. 3월 5일 개막해서 12월 3일 막을 내릴 예정이며, 1라운드를 마친 후 도호쿠 지방 태평양 해역 지진으로 인해 리그 일정이 전면 중단되었다가 4월 23일 7라운드 경기부터 재개됐으며 취소된 2~6라운드의 경기는 당초 코파 아메리카 출전으로 인한 7월 휴식기에 열렸다.

## 참가 팀
아래 18개의 클럽이 J1리그 2011 시즌에 참가한다. 가시와 레이솔, 반포레 고후, 아비스파 후쿠오카가 지난 시즌 J2리그에서 승격한 팀이다. 지난 시즌에는 혼슈에 위치한 팀만 J1리그에 참가했으나 아비스파 후쿠오카의 J1리그 승격으로 규슈에 위치한 팀이 2년 만에 다시 J1리그에 참가하게 되었다. 한편, FC 도쿄는 교토 상가 FC, 쇼난 벨마레와 함께 J2리그로 강등되고 도쿄 베르디도 J1리그 승격에 실패함으로써 도쿄도에 위치한 팀이 한 팀도 남지 않게 되었다.
- 가시마 앤틀러스
- 가시와 레이솔
- 가와사키 프론탈레
- 감바 오사카
- 나고야 그램퍼스
- 몬테디오 야마가타
- 반포레 고후
- 베갈타 센다이
- 비셀 고베
- 산프레체 히로시마
- 세레소 오사카
- 시미즈 에스펄스
- 아비스파 후쿠오카
- 알비렉스 니가타
- 오미야 아르디자
- 요코하마 F. 마리노스
- 우라와 레드 다이아몬즈
- 주빌로 이와타

## 순위
| 순위 | 팀                     | 경기 | 승 | 무 | 패 | 득 | 실 | 차  | 승점 | 참가 자격 및 강등                             |
| ---- | ---------------------- | ---- | -- | -- | -- | -- | -- | --- | ---- | --------------------------------------------- |
| 1    | 가시와 레이솔 (C) (Q)  | 34   | 23 | 3  | 8  | 65 | 42 | +23 | 72   | FIFA 클럽 월드컵 · AFC 챔피언스리그 조별 리그 |
| 2    | 나고야 그램퍼스 (Q)    | 34   | 21 | 8  | 5  | 67 | 36 | +31 | 71   | AFC 챔피언스리그 조별 리그                    |
| 3    | 감바 오사카 (Q)        | 34   | 21 | 7  | 6  | 78 | 51 | +27 | 70   | AFC 챔피언스리그 조별 리그                    |
| 4    | 베갈타 센다이          | 34   | 14 | 14 | 6  | 39 | 25 | +14 | 56   |                                               |
| 5    | 요코하마 F. 마리노스   | 34   | 16 | 8  | 10 | 46 | 40 | +6  | 56   |                                               |
| 6    | 가시마 앤틀러스        | 34   | 13 | 11 | 10 | 53 | 40 | +13 | 50   |                                               |
| 7    | 산프레체 히로시마      | 34   | 14 | 8  | 12 | 52 | 49 | +3  | 50   |                                               |
| 8    | 주빌로 이와타          | 34   | 13 | 8  | 13 | 53 | 45 | +8  | 47   |                                               |
| 9    | 비셀 고베              | 34   | 13 | 7  | 14 | 44 | 45 | -1  | 46   |                                               |
| 10   | 시미즈 에스펄스        | 34   | 11 | 12 | 11 | 42 | 51 | -9  | 45   |                                               |
| 11   | 가와사키 프론탈레      | 34   | 13 | 5  | 16 | 52 | 53 | -1  | 44   |                                               |
| 12   | 세레소 오사카          | 34   | 11 | 10 | 13 | 67 | 53 | +14 | 43   |                                               |
| 13   | 오미야 아르디자        | 34   | 10 | 12 | 12 | 38 | 48 | -10 | 42   |                                               |
| 14   | 알비렉스 니가타        | 34   | 10 | 9  | 15 | 38 | 46 | -8  | 39   |                                               |
| 15   | 우라와 레드 다이아몬드 | 34   | 8  | 12 | 14 | 36 | 43 | -7  | 36   |                                               |
| 16   | 방포레 고후 (R)        | 34   | 9  | 6  | 19 | 42 | 63 | -21 | 33   | J리그 디비전 2로 강등                         |
| 17   | 아비스파 후쿠오카 (R)  | 34   | 6  | 4  | 24 | 34 | 75 | -41 | 22   | J리그 디비전 2로 강등                         |
| 18   | 몬테디오 야마가타 (R)  | 34   | 5  | 6  | 23 | 23 | 64 | -41 | 21   | J리그 디비전 2로 강등                         |

- 최종 업데이트 : 2011년 12월 3일

## 득점 순위
| 순위 | 이름          | 클럽              | 득점 |
| ---- | ------------- | ----------------- | ---- |
| 1    | 조슈아 케네디 | 나고야 그램퍼스   | 19   |
| 2    | 마이크 하프나 | 반포레 고후       | 17   |
| 3    | 이충성        | 산프레체 히로시마 | 15   |
| 3    | 레안드루      | 가시와 레이솔     | 15   |
| 3    | 이근호        | 감바 오사카       | 15   |
| 6    | 다마다 게이지 | 나고야 그램퍼스   | 14   |
| 6    | 마에다 료이치 | 주빌로 이와타     | 14   |
| 6    | 아카미네 신고 | 베갈타 센다이     | 14   |

## 같이 보기
- J2리그 2011